# ویستان بالا
ویستان بالا روستایی در دهستان خرمدره، در بخش مرکزی شهرستان خرمدره استان زنجان ایران است. این روستا بر اساس سرشماری سال ۱۳۸۵ خورشیدی ۱۰۳ نفر جمعیت و ۲۹ خانواده ساکن داشته است.